# Mieza (Espagne)
Pour les articles homonymes, voir Mieza.
Mieza est une commune de la province de Salamanque dans la communauté autonome de Castille-et-León en Espagne.